# Hiesfeld (Adelsgeschlecht)

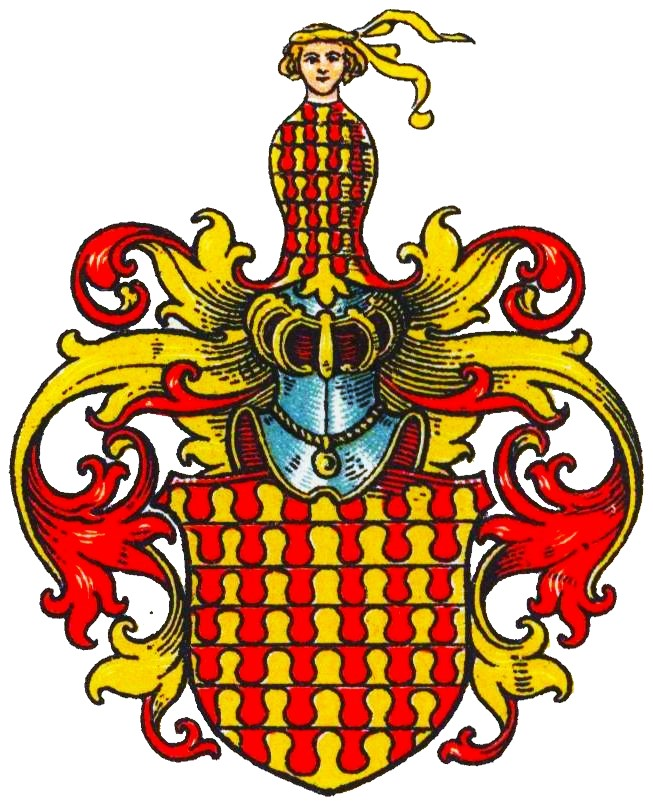
Wappen derer von Hiesfeld im Wappenbuch des Westfälischen Adels

Hiesfeld (auch Hysfeld, Histfeld, Hisvelt o. ä.) ist der Name eines erloschenen rheinländischen Adelsgeschlechts.

## Geschichte
Der Stammsitz des Geschlechts war Haus Hiesfeld im gleichnamigen Dorf Hiesfeld bei Dinslaken. Gegenüber von Haus Hiesfeld befindet sich noch heute die Hiesfelder Wassermühle, die im 14. Jahrhundert erstmals erwähnt wird und Hofmühle des Geschlechts war.
Das Geschlecht stellte Ministerialen für die Grafen von Kleve, deren Lehnsnehmer sie gleichzeitig waren. Außerdem war die Familie eng mit dem Kloster Hamborn vorbunden, in das mehrere Familienmitglieder eintraten. Hermann von Hiesfeld brachte es in der zweiten Hälfte des 15. Jahrhunderts bis zur Abtswürde. Auch mit dem Stifts Xanten und dem Kloster Werden hatte die Familie vielfältige Beziehungen.
Der Besitz der Familie lag insbesondere in und um Hiesfeld, aber auch im regionalen Umfeld, z. B. in Alsum, Walsum, Obermarxloh, Bruckhausen oder Kirchhellen.
Mitte des 19. Jahrhunderts galt die Familie als ausgestorben.

## Urkundliche Erwähnungen
1278 entließ der Kölner Erzbischof Siegfried von Westerburg die Tochter Heinrichs von Becke aus der Ministerialität tauschweise gegen Jutta von Hiesfeld des Grafen von Kleve.
1330 verkaufte Konstantin Krone-Hiesfeld sein Lehngut Hoffmannshof an das Kloster Hamborn. Johann von Hiesfeld († 1350), Dechant des Stifts Xanten, war ein unehelicher Sohn von Dietrich VI. von Kleve. 1331 erscheint derselbe Johann als Testamentsvollstrecker seines verstorbenen Bruders Heinrich von Hiesfeld, Kanoniker des Xantener Kirche. Zuvor hatte Heinrich durch eine Schenkung die Dotation eines Altars des Hl. Papstes Sylvester in der Pfarrkirche zu Winnekendonk ermöglicht.
Gerlach von Hiesfeld wird 1336 und 1341 als Pastor erwähnt.
Ein Burgmann Heinrich von Hiesfeld erscheint 1343 als Urkundenzeuge für einen klevischen Dienstmann. 1353 erscheint Heineken Hiesfeld als Bürge in einer Urkunde. 1348 bekundeten Dietrich von Hiesfeld und seine Ehefrau Godsten, dass sie von der Pröpstin des Stifts Essen den zum Hof Eving gehörigen Hof zu Carthusen auf Lebenszeit überlassen haben.
1405 machten die Brüder Croine, Heinrich, Johann und Bert Histvelt bekannt, dass sie von Werdener Abt Bruno von Rennenberg und dem dortigen Propst Bertold von Büren 30 schwere rheinische Gulden erhalten hatten. Dies war eine Abschlagszahlung für die 60 Gulden, über die sie von den genannten Herren eine Schuldurkunde hatten.
Der Knappe Heinrich von Hiesfeld reversierte 1406 dem Kölner Erzbischof Friedrich III. von Saarwerden die Übertragung des Hauses Kirchhellen.
1414 trat ein Johann Hiesfeld als Vormund über Thomas (Maes) Hiesfeld, Sohn seines verstorbenen Bruders Konstantin Krone-Hiesfeld, auf. Er erwarb für Maes beim Hamborner Abt Konstantin Krone, dem Onkel von Johann Hiesfeld, aus dem Besitz des Klosters das Erbzinsgut „der Schimmink“. Mitverhandelt hatten u. a. auch Dietrich und Bernd Hiesfeld, die Brüder Johanns. 1439 war ein Dietrich Hiesfeld Keller im Kloster Hamborn. 1457 wird Dietrich Hiesfeld und 1459 werden Dietrich und Hermann Hiesfeld als Hamborner Prämonstratenser erwähnt. 1459 kauften sie den Schultenhof zu Bruckhausen. Hermann von Hiesfeld war um 1487 Abt des Klosters Hamborn.
Konstantin Hiesfeld und seine Ehefrau Else verkauften 1430 das Biesen-Gut in Walsum-Overbruch.
Johann Hiesfeld auf Haus Endt in Dinslaken-Eppinghoven und seine Frau Anna gaben 1431 dem Hamborner Abt und dem Kloster zwei Streifen Land in Alsum. Sie erhielten dafür im Tausch ein Stück Land in Götterswickerhamm. Außerdem gaben sie dem Kloster einen halben Morgen Land im Walsumer Werth.
Ein Gort Hiisuelt wird 1489 als Urkundenzeuge genannt. 1493 erscheint ein Heinrich Hiesfeld, Sohn des Arnd Hiesfeld, von Haus Endt in Dinslaken-Eppinghoven, als er vom Kloster Hamborn das Scheelen-Gut im Gerichtsbezirk Hiesfeld erwarb. Dafür gab er seinen halben Anteil an drei Gütern in Alsum und Schwelgern im Gerichtsbezirk Beeck, deren anderen halben Anteil das Kloster bereits innehatte.
Dietrich XIII. von der Recke zu Kamen († 1538) war in erster Ehe mit einer Elisabeth von Hiesfeld verheiratet. Ihr aus dem Haus Heiden stammender Sohn Matthias I. von der Recke († 1580) ging 1525 nach Livland.
Johann von Hiesfeld war 1554 Kanoniker und Priester der Xantener Kirche. 1584 erscheint derselbe als verstorben.
Die Witwe Lybert Hysfeld genannt Suverlych schrieb 1569 an ihren Freund Goswin von Raesfeld.
Sophie van Eick, Witwe Huberts von Hiesfeld, führte 1669–1671 ein Gerichtsverfahren gegen Hermann Nunninghaven junior.

## Wappen
Blasonierung: Wolkenfeh von Rot und Gold. Auf dem Helm mit rot-goldenen Helmdecken eine Puppe mit goldener flatternder Stirnbinde, in den Farben des Schildes.
Laut Anton Fahne ist die Tingierung dagegen rot-silbern.